# 松井武
松井 武（まつい たけし、男性、1918年5月10日 - 2002年9月22日）は、日本の実業家、第2代松井証券社長。

## 人物
松井房吉商店（現在の松井証券）創業の日（1918年5月10日）に創業者・松井房吉の長男として生まれる。旧制府立一中（現在の東京都立日比谷高等学校）、東京高等学校 (旧制)、東京帝国大学（現在の東京大学）を卒業した。1949年、松井證券の代表取締役社長に就任した。第二次世界大戦で房吉がほとんどすべての財産を失っていたが、戦後約40年間堅実な経営を続け、資本的に完全に独立した証券会社として会社を存続させる。1987年に三菱銀行出身の弟の松井正俊に社長を譲り、会長に就任した。1990年以降、娘婿で日本郵船出身の松井道夫（当時常務取締役営業本部長）が社内改革を始めると、これに口を挟まず陰で改革を支えた。1995年に社長になった松井道夫に会社を任せ、経営から完全に手を引く。松井証券の株式の多くは長女の千鶴子が相続しているため、同社の最大株主は第4代社長の松井道夫ではなく、千鶴子になっている。

## 略歴
- 1918年 - 5月10日松井房吉の長男として生まれる。
- 1949年 - 松井證券代表取締役社長に就任（ - 1987年）
- 1987年 - 松井證券代表取締役会長に就任（ - 1995年）
- 1995年 - 松井証券相談役に就任（ - 2002年）
- 2002年9月22日 - 東京の自宅で肺がんのため84歳4ケ月で死去。

## 深沢銭洗弁天
父の松井房吉は、箱根登山鉄道（現在の小田急箱根）塔ノ沢駅の構内上りホーム付近に銭洗弁天（深沢銭洗弁天または深沢弁財天）を祭る祠を寄贈し、武の誕生日（5月10日）を神社の祭礼日にした。しかし、証券会社として事実上、一からスタートした武の代の松井証券は知名度が低かったため、神社と松井証券の繋がりが明らかになるのは4代目松井道夫の代になってからであった。そのため本人は晩年までこの事実を知らなかった可能性が高い。
松井房吉は当時この周辺の旅館をすべて借り切るほどの豪遊をしたと言われている。
その際に枕元に弁天様が出てきたことがきっかけで銭洗弁天を整備した。

## おやんなさいよ でも つまんないよ
松井武には、長女の千鶴子しか子供がいなかったため、娘婿だった務台道夫は自分が会社を継ぐことになるかもしれないと考えていたが、武から道夫に継ぐように言うことはなかった。結局、道夫の方から入社して会社を継ぐと申し出たところ、武は「おやんなさいよ。でも、つまんないよ。それでもいいのなら。よろしくお願いします。」と答えた。この言葉は、大蔵省に管理統制され競争が無い護送船団方式の証券会社の経営には、全然自由が無く決まったことをやるだけでつまらないということを意味し、入社後これを体験した道夫は逆につまらないなら面白くしてやろうと考えたという。後に道夫は、自身初となる著書のタイトルにこの武の言葉をつけた。